# Soufiane El Bakkali
Soufiane El Bakkali (àrab: سفيان البقالي)  (Fes, Marroc, 7 de gener de 1996) és un atleta marroquí especialitzat en la prova dels 3.000 metres obstacles. Ha participat en 3 Olimpíades, guanyant 2 medalles d'or en la prova dels 3.000m obstacles. Això li ha suposat ser un dels 4 atletes més guardonats de la història olímpica en aquesta prova i haver aconseguit revalidar el títol per primera vegada des de 1932. La seva primera victòria als Jocs Olímpics de Tòquio, va trencar 37 anys de regnat kenyà en aquesta prova dels Jocs Olímpics.
A més, ha guanyat 4 medalles (2 d'or) en els Campionats del Món i 1 medalla en el Campionat d'Àfrica. La medalla d'or aconseguida al Campionat del Món d'Eugene 2022, va representar la primera medalla d'or en la prova per un marroquí, en tota la història de la competició.

## Marques personals
| Disciplina       | Marca    | Seu   | Data               |
| ---------------- | -------- | ----- | ------------------ |
| 3.000m obstacles | 7:56.68  | Rabat | 28 de maig de 2023 |
| 5.000 metres     | 12:55.49 | París | 20 de juny de 2025 |
| 1.500m llisos    | 3:31.95  | Doha  | 28 de maig de 2021 |

## Trajectòria professional
| Jocs Olímpics      | Jocs Olímpics  | Jocs Olímpics | Jocs Olímpics    |
| Any                | Seu            | Posició       | Prova            |
| ------------------ | -------------- | ------------- | ---------------- |
| 2016               | Rio de Janeiro | 4a posició    | 3.000m obstacles |
| 2020               | Tòquio         | DNF           | 1.500m llisos    |
| 2020               | Tòquio         | 1             | 3.000m obstacles |
| 2024               | París          | 1             | 3.000m obstacles |
| Campionat del Món  |                |               |                  |
| 2017               | Londres        | 2             | 3.000m obstacles |
| 2019               | Doha           | 3             | 3.000m obstacles |
| 2022               | Eugene         | 1             | 3.000m obstacles |
| 2023               | Budapest       | 1             | 3.000m obstacles |
| Campionat d'Àfrica |                |               |                  |
| 2014               | Marràqueix     | 10a posició   | 3.000m obstacles |
| 2018               | Asaba          | 2             | 3.000m obstacles |